# Ким, Виталий Александрович
Вита́лий Алекса́ндрович Ким (укр. Віталій Олександрович Кім; род. 13 марта 1981, Николаев, УССР, СССР) — украинский политик корейского происхождения. Председатель Николаевской областной государственной администрации с 25 ноября 2020 года.

## Биография
Родился 13 марта 1981 года в Николаеве. Отец — заслуженный тренер по баскетболу, являлся игроком молодёжной сборной СССР.
Ким окончил Николаевскую гимназию № 2 и Национальный университет кораблестроения имени адмирала Макарова по специальности «экономика предприятий».
В 1998 году начал заниматься предпринимательской деятельностью. Являлся управляющим партнёром развлекательного комплекса Ushuaja.
В 2003 году работал в компании «Укрпромресурс», которая занималась аудиторской деятельностью государственного сектора. С 2005 по 2011 год руководил рядом предприятий в Николаеве, занимался международными инвестициями. С 2015 по 2016 год руководил аналитическим департаментом Министерства аграрной политики Украины. Учредитель группы девелоперских компаний, занимался строительством жилищных комплексов «Апельсин», «Концепт» и «Уютный».

### Политическая деятельность
В 2019 году являлся волонтёром николаевского отделения партии «Слуга народа» на президентских и парламентских выборах. В ходе местных выборов 2020 года был кандидатом в депутаты Николаевского городского совета от «Слуги народа» под № 2, оставаясь при этом беспартийным. Ким также был руководителем избирательного штаба партии, занимался кампаниями в городской и областной советы.
25 ноября 2020 года Президент Украины Владимир Зеленский назначил Кима председателем Николаевской областной государственной администрации.
Во время российского вторжения в Украину 29 марта 2022 года здание Николаевской областной государственной администрации было уничтожено российской крылатой ракетой, в результате чего погиб по меньшей мере 31 человек. Обвалилась центральная часть здания, где находился кабинет Виталия Кима, однако его самого на рабочем месте не было.

## Личная жизнь
Супруга — Юлия. Воспитывает троих детей: двух дочерей — Евгению и Александру, а также сына Руслана.
Знает английский язык, также частично французский и корейский:.

## Награды
- Орден Богдана Хмельницкого III степени (6 марта 2022 года) — за весомый личный вклад в защиту государственного суверенитета и территориальной целостности Украины, мужество и самоотверженные действия, проявленные при организации обороны населенных пунктов от российских захватчиков[9]